# Stypułów (stacja kolejowa)
Stypułów – zamknięta stacja kolejowa położona we wsi Stypułów w woj. lubuskim, w powiecie nowosolskim, w gminie Kożuchów.